# Ostracoberyx fowleri
Ostracoberyx fowleri is een straalvinnige vissensoort uit de familie van ostracoberyciden (Ostracoberycidae). De wetenschappelijke naam van de soort werd voor het eerst geldig gepubliceerd in 1939 door Matsubara.